# Melina (wrestler)
Melina Nava Pérez, conosciuta semplicemente come Melina (High Desert, 9 marzo 1979), è una wrestler e modella statunitense.
Nel 2000, Pérez ha iniziato ad allenarsi per diventare una wrestler professionista alla School of Hard Knocks di Jesse Hernandez e ha compiuto il suo debutto nel 2002. Verso la fine del 2002, Pérez ha partecipato al reality show della WWE, Tough Enough, ma è stata eliminata al primo turno, ed è stata ispirata da Al Snow a proseguire la sua carriera nel wrestling. Nel marzo 2004, Pérez ha firmato un contratto con la WWE ed è stata assegnata al suo territorio di sviluppo, l'Ohio Valley Wrestling (OVW), dove ha svolto il ruolo di manager degli MNM (Johnny Nitro e Joey Mercury). Pérez ha conquistato per tre volte il Women's Championship e due volte il Divas Championship. Pérez è conosciuta anche per la sua flessibilità durante le sue entrate e i suoi match, ed è stata definita da Bret Hart come "una delle migliori wrestler al mondo" e della WWE per avere "il repertorio più impressionante di mosse offensive nella storia della federazione".

## Biografia
Melina Pérez nacque a High Desert, ma crebbe a Los Angeles.

## Carriera nel wrestling

### Primi anni (2001-2004)
Pérez iniziò ad allenarsi alla School of Hard Knocks di Jesse Hernandez a San Bernardino e fece il suo debutto nel ring nell'aprile 2002. Verso la fine del 2002 partecipò al reality show della WWE, Tough Enough, ma fu eliminata alla prima puntata. Dopo essere stata eliminata, Al Snow la incoraggiò a perseguire il suo sogno di diventare una wrestler.

### World Wrestling Entertainment (2004-2011)

#### Ohio Valley Wrestling (2004)
Pérez fece il suo debutto nel territorio di sviluppo della WWE, l'Ohio Valley Wrestling (OVW) nel marzo 2004 come ex fidanzata di John Hennigan in cui secondo la storyline Matt Cappotelli la portava a bordo ring per distrarre Hennigan. Tuttavia, Melina colpì Cappotelli con un low blow e si alleò con Hennigan, che in seguito cambiò il nome in Johnny Nitro.  Il duo si alleò presto con Joey Matthews, in seguito conosciuto con il nome di Joey Mercury formando gli MNM. Il 10 novembre, Melina assistette alla conquista dell'OVW Southern Tag Team Championship da parte di Mercury e Nitro, che mantennero per oltre due mesi.
Melina apparve a Raw il 29 novembre quando Randy Orton era il general manager speciale e ospitò il Diva lingerie show, e anche il 6 dicembre partecipando a un concorso di limbo quando Chris Jericho era il general manager della serata.

#### MNM (2005-2006)
Nel 2005, Melina debuttò come heel insieme agli MNM nella puntata di SmackDown! del 14 aprile. Il team interruppe la prima intervista del Carlito's Cabana dove l'ospite era il detentore del WWE Tag Team Championship, Rey Mysterio; Melina insultò Mysterio e permise a Mercury e Nitro di attaccarlo. Ciò portò a un match valevole per il WWE Tag Team Championship la settimana successiva, dove Mercury e Nitro sconfissero Mysterio e Eddie Guerrero conquistando il titolo per la prima volta.

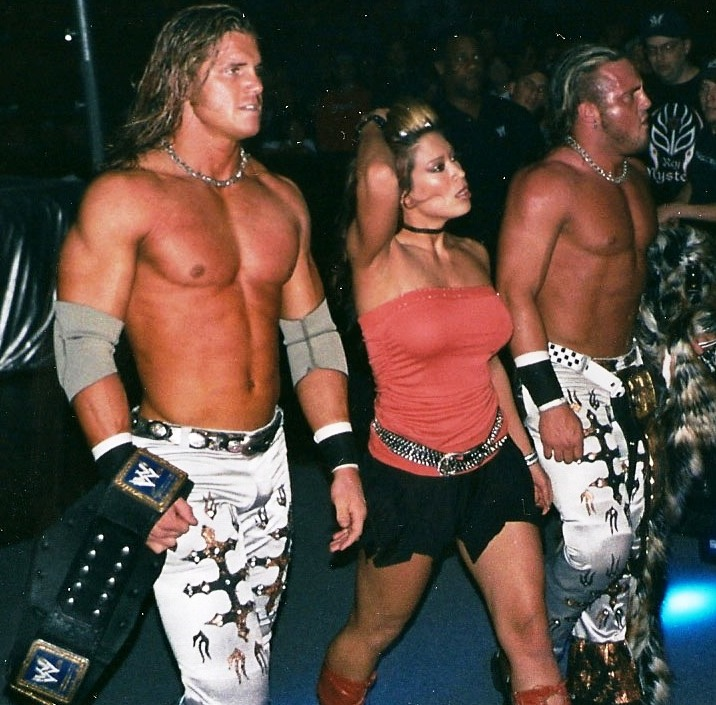
Melina (al centro) con Johnny Nitro (a sinistra) e Joey Mercury (a destra) nel marzo 2006

Nonostante fosse la manager degli MNM, Melina sviluppò un personaggio egoista definendosi la "Diva più dominante della WWE". Il suo debutto sul ring avvenne nella puntata di SmackDown! del 30 giugno in cui sconfisse Michelle McCool, mentre il suo debutto in pay-per-view avvenne il 24 luglio a The Great American Bash, dove sconfisse Torrie Wilson in un bra and panties match. Nella stessa sera, gli MNM persero il WWE Tag Team Championship contro i Legion of Doom e ciò portò Melina ad assumere Jillian Hall come consulente d'immagine per aiutarli. Gli MNM riconquistarono il titolo di coppia nella puntata di SmackDown! del 28 ottobre in un fatal four-way tag team match. Dopo aver vinto una battle royal, Melina divenne prima sfidante al Women's Championship di Trish Stratus che si concluse con la vittoria di Stratus alle Survivor Series.
In quel periodo, gli MNM difesero il titolo di coppia contro Rey Mysterio e il detentore del World Heavyweight Championship Batista. Melina iniziò una storyline con Batista nella quale cercò di revocare il match tentando di sedurlo. Tuttavia, dopo aver avuto un rapporto, Batista la ringraziò affermando di essersi "riscaldato" per il match, dove insieme a Mysterio sconfisse gli MNM conquistando il titolo. La storia continuò la settimana successiva quando Melina tenne una conferenza stampa nel ring nella quale accusò Batista di aver abusato sessualmente di lei. Durante la rivincita valevole per il WWE Tag Team Championship, Mark Henry aiutò gli MNM a riconquistare il titolo. Nella prima puntata di SmackDown! del 2006, Melina assunse Mark Henry come guardia del corpo per contrastare Batista.
Gli MNM persero il titolo di categoria contro Paul London e Brian Kendrick il 21 maggio a Judgment Day: dopo il match, Melina e Nitro attaccarono Mercury incolpandolo per la sconfitta, la ragazza diede anche un calcio sotto la cintura all'arbitro per poter consentire al fidanzato di continuare nel pestaggio di Mercury. La stessa sera, Melina perse contro Jillian Hall e dopo aver dato uno schiaffo al general manager Theodore Long, venne licenziata insieme a Nitro dal roster di SmackDown!. Melina e Nitro furono spostati nel roster di Raw e fecero il loro debutto il 29 maggio, dove Nitro perse contro il detentore del WWE Championship John Cena. Melina iniziò una rivalità con Trish Stratus che culminò in un mixed tag team match che includeva anche Nitro e Carlito il 15 luglio a Saturday Night's Main Event con la vittoria di Stratus e Carlito.

#### Women's Champion e varie faide (2006-2011)
Dopo il suo arrivo a Raw, Melina fu menzionata da Mick Foley in alcuni promo e lei divenne sua alleata nella faida con Ric Flair. Durante la puntata di Raw del 14 agosto si disputò un match tra Johnny Nitro e Flair, ma un'interferenza di Foley fece scattare la squalifica; Melina stessa intervenne assestando al "Nature Boy" un colpo basso in modo da consentire a Foley un pestaggio che potesse avvantaggiarlo in vista del loro match di SummerSlam. 
Durante l'"I quit" match di Summerslam tra Mick Foley e Ric Flair, quest'ultimo tentò di colpire Melina con una mazza da baseball avvolta in un filo spinato e costrinse Foley a cedere per salvarla. La sera successiva a Raw, Vince McMahon ordinò a Foley di unirsi al Kiss My Ass Club. Foley accettò per salvare Melina dal licenziamento, ma lei gli voltò le spalle colpendolo ai testicoli e lasciando che venisse licenziato da McMahon. In quel periodo Melina aggiunse delle caratteristiche al suo personaggio: gridare ad alta voce a bordo ring nei match, che divenne noto come "urlo primordiale".
Dopo aver sconfitto Maria il 29 gennaio a Raw, Melina divenne la prima sfidante al Women's Championship di Mickie James contro la quale perse il 5 febbraio a Raw. Nella puntata di Raw del 19 febbraio Melina sconfisse James conquistando il Women's Championship, per poi sconfiggerla nella rivincita due settimane più tardi a Raw nel primo Falls Count Anywhere match femminile di sempre.

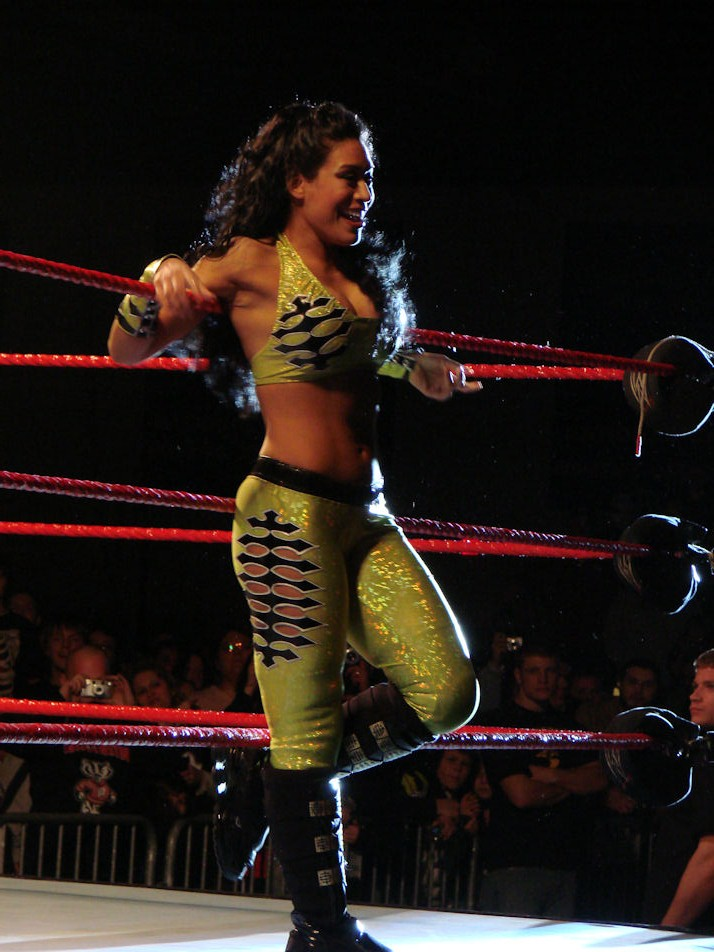
Melina nel 2009

Successivamente, Melina iniziò una rivalità con Ashley Massaro quando divenne gelosa delle attenzioni che Massaro stava ricevendo per essere apparsa su Playboy. Il 1º aprile a WrestleMania 23, Melina difese con successo il titolo sconfiggendo Massaro in un lumberjill match. Dopo WrestleMania 23, Melina ebbe un servizio fotografico con il Women's Championship, che fu interrotto da Mickie James. Melina perse il titolo il 24 aprile in un house show a Parigi durante un triple threat match quando Mickie James schienò Victoria; tuttavia Melina riconquistò il titolo in una rivincita quella stessa sera dopo aver schienato James.
La rivincita tra le due avvenne a Backlash 2007, dove Melina vinse nuovamente, mantenendo il titolo.
Melina perse il Women's Championship contro Candice Michelle il 24 giugno a Vengeance e non riuscì a riconquistare il titolo nella rivincita a The Great American Bash.
Nel 2008, Melina e Beth Phoenix sconfissero Ashley e Maria il 30 marzo a WrestleMania XXIV. In seguito, iniziò una rivalità con Beth Phoenix dopo averla colpita involontariamente durante un lumberjill match contro Mickie James e divenne una face dopo essere stata attaccata dalla Phoenix. La rivalità si concluse il 1º giugno a One Night Stand, dove perse contro Phoenix in un "I quit" match. Nella puntata di Raw del 23 giugno, subì un infortunio al tallone dopo essere caduta dal paletto del ring durante un tag team match.
Melina tornò il 24 novembre a Raw, dove insieme a Mickie James e Candice Michelle sconfisse Beth Phoenix, Jillian Hall e Katie Lea Burchill. Dopo aver vinto una battle royal che avrebbe decretato la prima sfidante al Women's Championship, Melina conquistò il titolo per la terza volta sconfiggendo Beth Phoenix il 25 gennaio alla Royal Rumble e lo mantenne sconfiggendola in un dark match a No Way Out e il 16 febbraio a Raw.
Il 13 aprile con la draft lottery Melina passò a SmackDown!, portando con sé il Women's Championship, titolo che perse contro Michelle McCool a The Bash e nella rivincita il 26 luglio a Night of Champions.
Durante la puntata di Raw del 12 ottobre Melina tornò nell'omonimo roster, dove vinse il Divas Championship contro Jillian Hall. Detenne il titolo per due mesi, poiché il 29 dicembre subì un infortunio al legamento crociato anteriore e fu costretta renderlo vacante il 4 gennaio 2010.
Melina tornò a Raw il 2 agosto attaccando Alicia Fox. A SummerSlam, sconfisse Fox conquistando il Divas Championship; dopo il match venne attaccata da Michelle McCool e Layla. Nella puntata di Raw dedicata al 900º episodio Melina venne sfidata da Layla e McCool in un lumberjill match per unificare i titoli: il 19 settembre a Night of Champions perse il Divas Championship contro McCool che lo unificò al Women's Championship.
Diventata heel alla fine del 2010, Melina cominciò una rivalità con Natalya per il Divas Championship, ma non riuscì a conquistarlo. Nella puntata di Raw del 1º agosto 2011, Melina partecipò alla battle royal per decretare la sfidante al Divas Championship detenuto da Kelly Kelly, venendo eliminata per prima dalla vincitrice Beth Phoenix.
Il 5 agosto, fu licenziata dalla federazione.

### Apparizioni sporadiche in WWE (2019-2022)
Il 22 luglio 2019, dopo 8 anni di assenza sugli schermi della WWE, Melina è nuovamente apparsa nella federazione, partecipando alla puntata speciale Raw Reunion in un segment insieme a Candice Michelle, Kelly Kelly, Alundra Blayze e Naomi.
Il 4 gennaio 2021 riappare in WWE durante la speciale edizione Raw Legend Night.
Il 30 gennaio 2022, in occasione della Royal Rumble, Melina torna a sorpresa partecipando per la prima volta all’omonimo match entrando con il numero 2, venendo  eliminata subito dopo da Sasha Banks.

### National Wrestling Alliance (2019-presente)
Il 19 novembre 2019 Melina ha debuttato nella National Wrestling Alliance durante l'episodio di Powerrr (registrato il 1º ottobre), alleandosi con Marti Belle e Thunder Rosa dopo averle aiutate a sconfiggere la NWA World Women's Champion Allysin Kay e Ashley Vox, schierandosi tra gli heel. Il suo vero debutto sul ring è avvenuto il 14 dicembre al pay-per-view Into the Fire in un match in coppia con Marti Belle contro Kay e ODB, vinto da queste ultime.
Nel 2021 ha avuto una faida con l'Impact Knockouts Champion Deonna Purrazzo, che le ha garantito alcune partecipazioni negli show di Impact Wrestling. La rivalità si è conclusa nell'agosto di quell'anno al termine del match che vedeva le due wrestler sfidarsi per il titolo al pay-per-view NWA EmPowerrr, dove Purrazzo ha mantenuto la cintura.

## Vita privata
Melina è di origini messicane, ed è bilingue, infatti parla l'inglese e lo spagnolo fluentemente.
Ha avuto una lunga relazione con John Hennigan (Johnny Nitro / John Morrison) fino al loro divorzio nel 2012. I due si sono incontrati durante le loro audizioni per Tough Enough III. Alla fine della storia con Morrison, Melina incomincia a frequentare Dave Batista (che aveva appena divorziato dalla moglie), e i due avranno una breve relazione.
A differenza di alcune delle sue colleghe, Melina è stata chiara, circa la sua mancanza di interesse nel posare nuda per servizi come Playboy. Melina infatti ha affermato di non essere interessata a posare nuda durante la sua carriera, poiché vuole che i fan la ammirino di più per le sue abilità sul ring e non solo per il suo corpo.
Il 13 aprile 2008, è comparsa in un episodio di Celebrity Fit Club Boot Camp con Mickie James, Layla e Kelly Kelly.
A novembre 2009, in un'intervista radiodiofonica, Bret Hart, ha citato Melina come, "in molti sensi, la miglior donna lottatrice", presente ora nel mondo del wrestling.
Il 2 maggio 2010, ha preso parte in una puntata dello show su VH1 "Undatable".
I primi di giugno Melina sul suo twitter personale ha fatto sapere che è stata scelta per entrare a far parte del cast di un film in produzione chiamato Serial Buddies, insieme a Maria Menounos.

## Personaggio

### Mosse finali

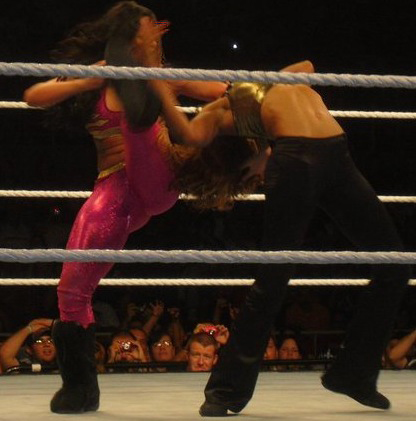
Melina mentre applica la Primal Scream su Alicia Fox

- Last Call (Sunset flip powerbomb) - 2008-2011
- Primal Scream (Inverted leg drop bulldog) - 2008-2011
- California Dream (Muta lock) - 2007-2008
- Extreme Makeover (Springboard kneeling facebuster) - 2005-2006

### Wrestler assistiti
- MNM
- Mark Henry

### Soprannomi
- "Barraccuda"
- "A-list Diva"
- "The Paparazzi Princess"
- "The Most Dominant Diva"
- "The Red Carpet Diva"
- "The Golden Girl"

### Musiche d'ingresso
- What You Waiting For di Gwen Stefani (2002-2005)
- Paparazzi di Jim Johnston (2005-2011)

## Titoli e riconoscimenti
- Battle Championship Wrestling 
  - BCW Women's Championship (1)
- Empire Wrestling Federation
  - EWF Hall of Fame (2016)
- Maryland Championship Wrestling
  - MCW Women's Championship (1)
- Pro Wrestling Illustrated
  - 3ª tra le 50 migliori wrestler femminili nella PWI Female 50 (2009)
- Southside Wrestling Entertainment
  - Queen of Southside Championship (1)
  - Queen of the Ring (2016)
- Warriors of Wrestling
  - WOW Women's Championship (1)
- World Wrestling Entertainment
  - WWE Women's Championship (3)
  - WWE Divas Championship (2)